# 야마코야촌
야마코야촌(山木屋村)은 후쿠시마현 다테군에 있던 촌이다. 현재의 가와마타정 야마키야에 해당한다.

## 역사
- 1889년 4월 1일 - 정촌제 시행에 의해 야마코야촌이 단독으로 자치체를 형성하였다.
- 1955년 3월 1일 - 가와마타정, 도다촌, 후쿠다촌, 고지마촌, 이자카촌, 오지마촌, 도미타촌, 오쓰나기촌, 고쓰나기촌이 합병해 가와마타정이 성립하여, 동일 야마코야촌이 폐지되었다.

## 교통

### 도로
- 도미오카 가도 (현:국도 114호선)

## 참고문헌
- 角川日本地名大辞典 7 福島県